# Medaglia della guerra greco-turca del 1897
La medaglia della guerra greco-turca del 1897 fu una medaglia militare conferita dal sultano Abdul Hamid II ai soldati dell'Impero ottomano che presero parte alla guerra greco-turca (1897). 

## Insegne
- La medaglia consisteva in un disco d'argento riportante sul diritto una corona d'alloro con alla base un bocciolo di rosa all'interno della quale si trovava il tughra del sultano ottomano. Sul retro si trovava l'iscrizione in arabo "guerra greca, dalla domenica 23 del mese di zildake (11º mese), 1314" (1897 dell'era cristiana).
- Il nastro era rosso con una striscia verde per parte ed una centrale.